# Ацетон
Ацето́н, пропано́н (від лат. acetum — оцет) — найпростіша сполука гомологічного ряду аліфатичних кетонів. Формула (CH3)2CO.
Безбарвна летка рідина з характерним запахом. Необмежено змішується з водою та полярними органічними розчинниками, також в обмежених пропорціях змішується з неполярними розчинниками.
Ацетон є цінним промисловим розчинником і завдяки невеликій токсичності він отримав широке застосування у виробництві лаків, вибухових речовин, лікарських засобів. Він є вихідною сировиною в численних хімічних синтезах. В лабораторній практиці його застосовують як полярний апротонний розчинник, для приготування охолоджувальних сумішей разом із сухим льодом і аміаком, ацетон є дуже корисним для миття хімічного посуду.
Ацетон є одним з продуктів метаболізму у живих організмах, зокрема, у людини. Він є одним із компонентів так званих ацетонових тіл, яких в крові здорової людини міститься вкрай мало, однак при патологічних станах (тривале голодування, важке фізичне навантаження, важка форма цукрового діабету) їх концентрація може значно підвищуватися і досягати 20 ммоль/л (кетонемія).
В Україні ацетон, відповідно до Постанови Кабінету Міністрів від 5 грудня 2012 р. N 1129 «Про затвердження переліку наркотичних засобів, психотропних речовин і прекурсорів», є прекурсором, стосовно якого встановлюються заходи контролю. Крім того таким же заходам контролю підлягають речовини, що містять не менш як 50% ацетону.

## Історія

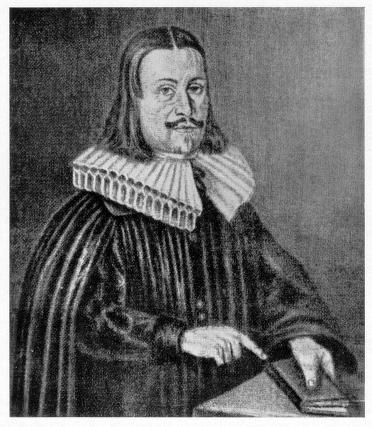
Андреас Лібавій — першовідкривач ацетону

Ацетон — один з найважливіших кетонів. Його вперше у 1595 році виявив німецький хімік Андреас Лібавій при сухій перегонці ацетату свинцю. Але лише в 1832 році Жан-Батист Дюма і Юстус фон Лібіх точно визначили його природу і склад. До 1914 року ацетон отримували майже виключно через коксування деревини, але підвищений попит на нього під час першої світової війни дуже швидко призвів до створення нових методів виробництва.

## Одержання

### Старі методи
Найстаріший метод промислового виробництва ацетону полягав у сухій перегонці ацетату кальцію, який утворюється при нейтралізації вапном деревного оцту, який утворюється при коксуванні деревини. Зараз цей метод вже не застосовується, оскільки ацетон в цьому випадку містить занадто багато домішок, а вихідний матеріал дефіцитний.
Відомі також способи одержання ацетону бактеріальним розщепленням вуглеводів (крохмалю, цукрів, меляси), причому як побічні продукти утворюються бутиловий або етиловий спирт. Ацетон і бутиловий спирт одержують в мольному співвідношенні від 2:1 до 3:1.
{\displaystyle \mathrm {2C_{6}H_{12}O_{6}\longrightarrow CH_{3}COCH_{3}+CH_{3}(CH_{2})_{3}OH+5CO_{2}+4H_{2}} }
У Німеччині був розроблений технологічний процес виробництва ацетону на основі оцтової кислоти. При 400 °С через контакти з церію пропускали оцтову кислоту:
{\displaystyle \mathrm {2CH_{3}COOH{\xrightarrow {400^{o}C,\ Ce}}\ CH_{3}COCH_{3}+CO_{2}+H_{2}O} }
Такий ацетон вирізняється особливою чистотою.
Ацетон також виробляють з ацетилену прямим синтезом:
{\displaystyle \mathrm {2CH{\equiv }CH+3H_{2}O\longrightarrow CH_{3}COCH_{3}+CO_{2}+2H_{2}} }
Ацетилен вступає у взаємодію з водяною парою при 450 °С в присутності каталізаторів (зокрема оксиду цинку або композиту Fe2O3-ZnO).

### Одержання з ізопропілового спирту
Одним із головних методів одержання ацетону є дегідрогенізація ізопропілового спирту:
{\displaystyle \mathrm {CH_{3}CH(OH)CH_{3}\longrightarrow CH_{3}COCH_{3}+H_{2}} }
Дегідрогенізація протікає при 350—400 °С в присутності таких каталізаторів, як сплав залізо-мідь-цинк, оксид цинку або оксид цинку з 4,5% карбонату натрію, мідь, свинець та інші. Внаслідок ендотермічного характеру реакції процес ведуть в трубчастому реакторі, вузькі довгі трубки якого обігріваються димовими газами. Продуктивність процесу зростає при підвищенні тиску (близько 2,7—3,4 атмосфери).
Активність каталізатора поступово знижується через відкладення на його поверхні сажі і смолистих речовин. Регенерація каталізатора полягає у випалюванні вуглецевих відкладень киснем, розбавленим інертними газами.
Останнім часом все частіше ацетон одержують через окиснення ізопропілового спирту повітрям. При цьому також утворюється перекис водню:
{\displaystyle \mathrm {CH_{3}CH(OH)CH_{3}+O_{2}\longrightarrow CH_{3}COCH_{3}+H_{2}O_{2}} }
Цей метод відіграє певну роль при виробництві гліцерину за відсутності хлору. Як каталізатор при проведенні процесу застосовують срібло, мідь, нікель, платину та інші.
В цьому процесі повітря, насичене парами ізопропілового спирту, пропускається над тонким шаром каталізатора при температурі 400–650 °C. Продукти реакції швидко охолоджують, і конденсат після нейтралізації невеликих кількостей оцтової кислоти дистилюють. Виділений технічний ацетон ректифікують, а непрореагований ізопропіловий спирт повертають на окиснення.
Реакція окиснення ізопропілового спирту сильно екзотермічна і її важко контролювати. Тому рекомендується в одній реакції об'єднувати і окиснення, і дегідрогенізацію, для того щоб сумарний тепловий ефект наближався до нуля.

### Метод прямого окиснення пропілену
Розроблена і впроваджена в промисловості технологія прямого синтезу ацетальдегіду з етилену
{\displaystyle \mathrm {CH_{2}CH_{2}+PdCl_{2}+H_{2}O\longrightarrow CH_{3}CHO+Pd+2HCl} }
може також слугувати для безпосереднього одержання ацетону з пропілену. У цьому випадку пропілен (або багата пропіленом суміш газів) під дією розчину каталізатору PdCl2 і CuCl2 в хлоридній кислоті перетворюється на ацетон. Відновлений каталізатор знову окислюється повітрям. При цьому протікають такі реакції:
{\displaystyle \mathrm {CH_{2}CHCH_{3}+PdCl_{2}+H_{2}O\longrightarrow CH_{3}COCH_{3}+Pd+2HCl} }
{\displaystyle \mathrm {2CuCl_{2}+Pd{\xrightarrow {H_{2}O}}\ 2CuCl+PdCl_{2}} }
{\displaystyle \mathrm {2CuCl+2HCl+1/2O_{2}\longrightarrow 2CuCl_{2}+H_{2}O} }
Вихід становить 92—94% при 90—120 °С і тиску 9—12 кгс/см². Як побічні продукти утворюються 0,5—1,5% пропіонового альдегіду (пропаналю) і ~2% моно- і дихлороацетонів. Припускають, що реакція йде через комплекс [PdCl2(OH)C3H6]-, який у присутності води гідролітично розщеплюється на ацетон, паладій і хлоридну кислоту. Агентами повторного окислення будуть CuCl2 або FeCl3, а також суміші обох сполук.
Реакцію можна проводити при кімнатній температурі, але підвищені температури прискорюють процес. У більшості випадків рН розчину становить від 3 до 4. Тиск також сприятливо впливає на хід реакції. Зазвичай працюють з дуже розведеним розчином PdCl2 (частково разом з ацетатом міді). Використання концентрованого розчину PdCl2 прискорює реакцію.
Модифіковані каталізатори акролеїну застосовуються і при прямому окисненні пропілену в ацетон. Каталізатори на основі MoO3 або Bi2O3 у присутності H3PO4 або H3BO3 при 375 °С дають поряд з ацетальдегідом, оцтовою кислотою, формальдегідом, етилацетатом і акролеїном також і ацетон, причому позитивного впливу надає додавання срібла. Можна використовувати фосфоромолібдат бісмуту на Al2O3 та фосфоромолібденову кислоту на SiO2 (260 °С, 1 с).

### Кумол-гідропероксидний спосіб
Цей спосіб також є одним з основних промислових способів одержання ацетону, він на 40% дешевший від методу одержання ацетону з ізопропілового спирту. Вихідними продуктами служать бензен і пропілен.
Алкілування бензену пропіленом здійснюють у присутності каталізатору хлориду алюмінію при температурі 50 °С. Як каталізатори використовували також концентровану сульфатну кислоту, фтороводень, флуорид бору та інші.
{\displaystyle \mathrm {C_{6}H_{6}+CH_{3}{-}CH{=}CH_{2}\longrightarrow C_{6}H_{5}CH(CH_{3})_{2}} }
Окиснення кумолу проводиться киснем повітря при 4—5 атмосферах і 110—120 °С, при цьому утворюється гідропероксид кумолу.
{\displaystyle \mathrm {C_{6}H_{5}CH(CH_{3})_{2}+O_{2}\longrightarrow C_{6}H_{5}C(CH_{3})_{2}OOH} }
Гідропероксид кумолу при температурі 30—60 °С в присутності приблизно 0,1% сульфатної кислоти розкладається на фенол і ацетон:
{\displaystyle \mathrm {C_{6}H_{5}C(CH_{3})_{2}OOH{\xrightarrow {H_{2}SO_{4}}}C_{6}H_{5}OH+CH_{3}COCH_{3}} }

### Інші методи

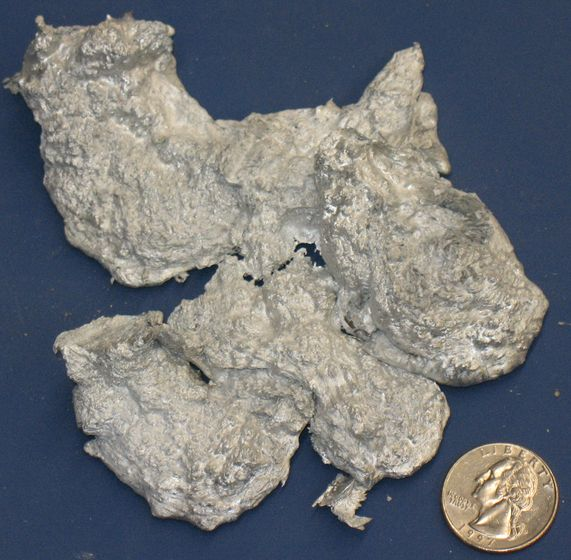
Оксид алюмінію — поширений каталізатор

Ацетон можна добути каталітичним розкладом парів оцтової кислоти при підвищеній температурі (400—450 °С). Каталізатори — карбонат кальцію або барію, оксиди кальцію, алюмінію, торію, урану, цинку, солі марганцю та інші.
{\displaystyle \mathrm {2CH_{3}COOH+O_{2}\longrightarrow CH_{3}COCH_{3}+CO_{2}+H_{2}O} }
Можливе утворення ацетону при каталітичному окисненні пропану киснем повітря при температурі 400 °C:
{\displaystyle \mathrm {C_{3}H_{8}+O_{2}\longrightarrow CH_{3}COCH_{3}+H_{2}O} }

## Хімічні властивості
Ацетон має типові хімічні властивості кетонів. Він важко окиснюється, каталітично відновлюється до ізопропілового спирту, реагує по карбонільній групі з нуклеофілами та по α-позиції.

### Окисно-відновні реакції
При відновленні ацетону лужними реагентами і особливо амальгамами магнію або цинку відбувається конденсація і відновлення, що завершуються утворенням пінакону:
Ацетон окиснює вторинні спирти в кетони за присутності трет-бутилату або ізопропілату алюмінію (реакція Опенауера)
При використанні великого надлишку ацетону реакція зсувається вправо.
Під дією перекису водню на ацетон в кислому середовищі утворюється перекис ацетону.
Хромовий ангідрид окиснює ацетон до вуглекислого газу та води.
Ацетон реагує з аміаком і воднем у присутності нікелю або міді, утворюючи аміни:
{\displaystyle \mathrm {CH_{3}{-}CO{-}CH_{3}+NH_{3}+H_{2}{\xrightarrow {Ni}}\ CH_{3}-CH(NH_{2})-CH_{3}+H_{2}O} }
Зазвичай реакція проходить при температурі 125—175 °С і тиску 5—10 атмосфер.

### Приєднання нуклеофілів до карбонільної групи
Однією із найважливіших реакцій ацетону є приєднання до нього синильної кислоти, в результаті чого утворюється ацетонціангідрин:
Аналогічно ацетон приєднує хлороформ, утворюючи хлоретон, який застосовується як антисептик:
При конденсації з ацетиленом ацетон утворює диметилкарбінол, який легко перетворюється в ізопрен:
{\displaystyle \mathrm {(CH_{3})_{2}CO+CH{\equiv }CH{\xrightarrow {5\%NaOH,\ 95-100^{o}C}}\ HC{\equiv }C{-}C((CH_{3})_{2})OH{\xrightarrow {H_{2}}}} }
{\displaystyle \mathrm {H_{2}C{=}CH{-}C((CH_{3})_{2})OH{\xrightarrow {H_{2}SO_{4}}}\ H_{2}C{=}CH{-}C(CH_{3}){=}CH_{2}+H_{2}O} }
Також взаємодіє з діазометаном. При цьому до ацетону приєднується CH2, та утворюється метилетилкетон. Спочатку діазометан приєднується до молекули, атом оксигену набуває негативного заряду, атом нітрогену —  позитивного. Потім азот відщеплюється, і одна з метильних груп периєднується до CH2:

(R = CH3, R` = CH3)

### Реакції по α-позиції
Як і в інших аліфатичних кетонах, в ацетоні протони на вуглеці сусідньому з карбонільною групою доволі кислі й відносно легко вступають в реакції заміщення як в кислому так і в лужному середовищі.
При дії на ацетон металічного натрію або аміду натрію утворюється ацетоннатрій — натрієвий алкоголят ізопропенілового спирту:
{\displaystyle \mathrm {2CH_{3}{-}CO{-}CH_{3}+2Na\longrightarrow 2CH_{2}{=}C(ONa){-}CH_{3}+H_{2}} }
{\displaystyle \mathrm {CH_{3}{-}CO{-}CH_{3}+NH_{2}Na\longrightarrow CH_{2}{=}C(ONa){-}CH_{3}+NH_{3}} }
В присутності лугів ацетон легко реагує з галоїдами з утворенням хлороформу, йодоформу і бромоформу:
{\displaystyle \mathrm {CH_{3}{-}CO{-}CH_{3}+4NaOH+3Cl_{2}\longrightarrow CHCl_{3}+CH_{3}COONa+3NaCl+3H_{2}O} }
Ця реакція протікає через проміжне утворення трихлорацетону.
Реакції в кислому середовищі проходять по іншому механізму. Спочатку протонується карбонільна група, потім відривається протон в α-позиції з утворенням нейтрального енолу який легко всутає в реакції приєднання. 

### Реакції конденсації
Реакції приєднання по карбонільній групі чи по α-позиції, що призводять до утворення нових С-С зв'язків називають реакціями конденсації. Оскільки в ацетоні присутні активна карбонільна група і дві активні метильні групи в α-позиціях, він здатен вступати в різноманітні реакції конденсації.
При альдольній конденсації відбувається утворення діацетонового спирту, який застосовують як розчинник:
При кротоновій конденсації послідовно утворюються оксид мезитилу, а потім форон. Оксид мезитилу застосовують для зниження леткості розчинників для лакофарбових покриттів.
{\displaystyle \mathrm {(CH_{3})_{2}CO+(CH_{3})_{2}CO{\xrightarrow {(COOH)_{2},\ 120^{o}C}}\ (CH_{3})_{2}C{=}CH{-}C(O){-}CH_{3}+H_{2}O} }
{\displaystyle \mathrm {(CH_{3})_{2}C{=}CH-C(O)-CH_{3}+(CH_{3})_{2}CO{\xrightarrow {NaOH,\ 150-170^{o}C}}(CH_{3})_{2}C{=}CH-C(O)-CH-C(CH_{3})_{2}+H_{2}O} }
При конденсації трьох молекул ацетону під дією концентрованої сульфатної або хлоридної кислоти утворюється симетричний триметилбензол (мезитилен):
При конденсації ацетону з формальдегідом у присутності невеликих кількостей лугів утворюється ацетоспирт, який при дії йоду або кислот при нагріванні легко відщеплює воду, переходячи в метилвінілкетон:
{\displaystyle \mathrm {CH_{3}{-}CO{-}CH_{3}+CH_{2}O\longrightarrow CH_{3}{-}CO{-}CH_{2}{-}CH_{2}OH\longrightarrow CH_{3}{-}CO{-}CH{=}CH_{2}+H_{2}O} }
При конденсації оцтовоетилового естеру з ацетоном отримують ацетилацетон:
{\displaystyle \mathrm {CH_{3}COOC_{2}H_{5}+CH_{3}{-}CO{-}CH_{3}\longrightarrow CH_{3}{-}CO{-}CH_{2}{-}CO{-}CH_{3}+C_{2}H_{5}OH} }

### Інші реакції
При піролізі ацетону (500—700 °С) над глиноземом або на розпеченому електричним струмом платиновому дроті в спеціальному приладі — кетенній лампі, утворюється найпростіший кетен — етенон:
Ацетон також вступає з аміаком в реакцію Манніха з утворенням 2,2',6,6'-тетраметилпіперидону-4 з прийнятними виходами.

## Застосування

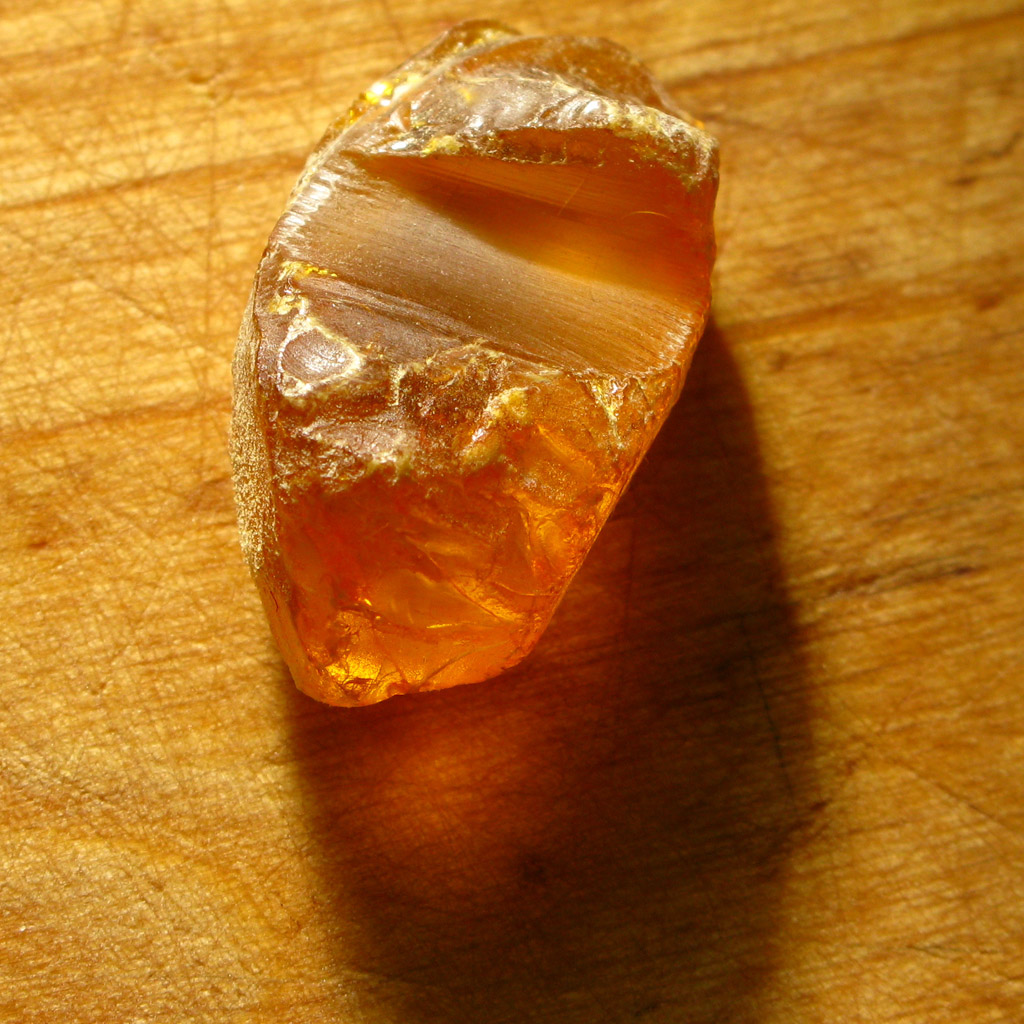
Каніфоль — здатна розчинятися в ацетоні

Ацетон — дуже добрий розчинник жирів, олив, багатьох смол, нітролаків, сургучу, каніфолі. Ацетон також розчиняє ацетилен, целулоїд, нітро- та ацетилцелюлозу. Каучук, пек та мастикові смоли не розчиняються в ацетоні.
Завдяки своїй малій токсичності, добрій розчинній здатності ацетон дуже широко застосовується на підприємствах хімічної чистки.
При конденсації ацетону в лужному середовищі можна отримати різноманітні продукти. При температурі 10—20 °С в метанольному розчині ацетон димеризується у присутності невеликих кількостей лугу в діацетоновий спирт, з якого одержують гексиленгліколь, оксид мезитилу, метилізобутилкарбінол, метилізобутилкетон, метиловий естер гексиленгліколю. Гексиленгліколь додається переважно до палива. Оксид мезитилу здатен вступати в різні реакції приєднання, наприклад з метанолом в присутності невеликих кількостей лугу. Метилізобутилкетон — дуже важливий розчинник. Метилізобутилкетон і метилізобутилкарбінол є дуже добрими розчинниками для полівінілхлориду, співполімерів вінілхлориду, похідних целюлози, хлорованого каучуку та інших речовин. У більшості випадків за розчинними здібностями вони перевершують естери.

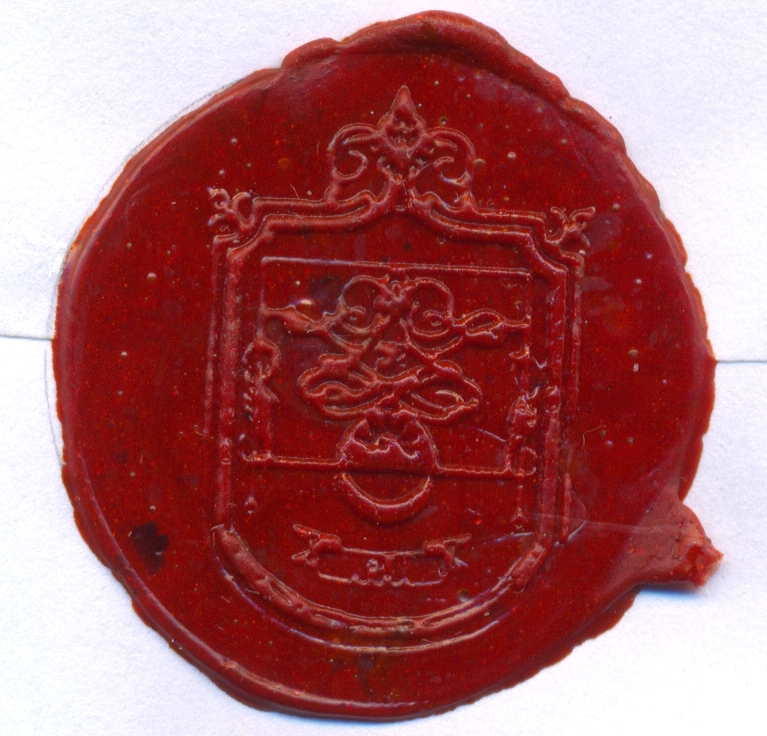
Сургуч

При каталітичній конденсації ацетону в присутності основ при 200 °С поряд з так званими ізоциклітонами утворюється ізофорон, який також є основою для різноманітних синтезів. Сам ізофорон займає виняткове становище як розчинник вінілових лаків. Він надає лакам гарячої сушки блиску і міцності. При обережному гідруванні з ізофорону одержують 3,3,5-триметилциклогексанон, який застосовується на одержання перекисів і служить розчинником. 3,3,5-триметилциклогексанол, який утворюється в результаті повної гідрогенізації ізофорону, є важливим компонентом спеціальних пластифікаторів, особливо у взаємодії з довголанцюговими аліфатичними моно- і дикарбоновими кислотами. Але ще більше значення надають продукту його окиснення нітратною кислотою — α, α, γ-триметиладипіновій кислоті. Цю кислоту етерефікують в спеціальні пластифікатори і перетворюють через диметиловий естер у 2,2,4-триметилгександіол-1, 6 шляхом енергійної гідрогенізації. Крім того, кислоту можна перетворити гідрогенізацією динітрилу в 2,2,4-триметилгексаметилендіамін.
Інший шлях одержання діаміну з ізофорону полягає в дії на нього синильної кислоти та утворенні нітрилу ізофорону — 3,3,5-триметил-5-ціаноциклогексанону, який при спеціальних умовах можна відновити в 1-амінометил-1,3,3-триметил-5-аміноциклогексан (ізофорондіамін). Діаміни легко перевести в діізоціанати і далі використовувати як затверджувачі епоксидних смол. Особливо велика їх роль для виготовлення прозорих поліамідів. Поліаміди застосовуються для виготовлення смол, зв'язних компонентів лаків, клеїв, високоякісних пластмас.
Також в органічному синтезі з ацетону добувають кетен, ізопрен тощо.

## Патофізіологічний вплив

### Загальний характер дії
Наркотик, послідовно вражає всі відділи центральної нервової системи. При вдиханні протягом тривалого часу накопичується в організмі. Токсичний ефект залежить не тільки від концентрації, а й від часу дії. Повільне виділення з організму збільшує можливості хронічного отруєння. Пригнічує деякі мітохондріальні (окиснювальні) ферменти.

### Вплив на тварин
При гострому отруєнні у білих мишей бокове положення після 2-годинної експозиції настає при 30—40 мг/л; смерть — при 150 мг/л. У білих щурів бокове положення при 2-годинному впливі 30 мг/л. Концентрації до 10 мг/л не здійснюють впливу навіть через 8 годин. Перші ознаки отруєння встановлені при 25 мг/л через 1,5—3 години. При 50 мг/л рефлекси зникають через 2—2,5 години. У морських свинок і кроликів бокове положення наступало при 2-годинному впливі 72 мг/л. Мінімальні концентрації, що змінюють безумовнорефлекторну діяльність кроликів, 1,25—2,5 мг/л. У мишей, щурів, морських свинок і кроликів концентрації ацетону, що викликали бокове положення, приводили до збільшення вмісту ацетону, ацетооцтової і особливо β-оксимасляної кислоти в крові та сечі. У кішок вдихання 8—10 мг/л протягом 5 годин викликає лише подразнення слизових оболонок носа і очей, сонливість. У собак при 5—6 мг/л і експозиції 7 годин умовні рефлекси не змінюються.
При дослідженнях хронічного отруєння білим щурам давали вдихати 0,00053 мг/л ацетону безперервно протягом 45 діб або 0,2 мг/л щодня по 8 годин. В результаті не було виявлено істотних ознак отруєння. Вплив 0,019 мг/л по 4 години на день протягом 3 тижнів не змінило умовнорефлекторної діяльності. Тварини витримували дію ацетону протягом 9 днів при концентрації в крові 100 мг% і не проявляли жодних ознак отруєння, якщо не враховувати деякої сонливості. При 250 мг% ацетону в крові — слабкість і розлад координації рухів. У мишей і кроликів при щоденних 4-годинних отруєннях концентрацією 8 мг/л протягом більше 3 місяців розвивалося підвищення чутливості до ацетону з погіршенням загального стану. За іншими даними, навпаки, при вдиханні протягом 40 хвилин 1—2 рази на тиждень зростаючих з 1 до 4 мг/л концентрацій спостерігалося «звикання». Вміст ацетону в крові «звиклих» тварин при одній і тій же концентрації його в повітрі був нижчим, ніж у тих, які вперше його вдихали. У кішок повторне отруєння 3—5 мг/л — викликало лише подразнення слизових оболонок.

### Вплив на людину
Поріг сприйняття запаху становить 0,0011 мг/л, поріг дії, що спричиняє виникнення електрокортикального умовного рефлексу, 0,44 мг/л. При вдиханні 1,2 мг/л протягом 3—5 хвилин відбувається подразнення слизових оболонок очей, носа і горла, а вдихання 0,01 мг/л протягом 6 годин підвищувало активність холінестерази крові та коефіцієнт використання кисню. Збільшення вмісту в крові кетонових тіл відбувалося і при впливі 0,001 мг/л; в сечі вміст кетонових тіл не змінювався.
У випадку гострого отруєння, у потерпілого вміст ацетону в крові на другий день досягав 18 мг% (норма 1—2 мг%). Ацетон був виявлений також і в сечі; через деякий час в сечі виявляли невелику кількість білка, лейкоцити і еритроцити. Рівень цукру в крові в день отруєння досягав 142 мг%.

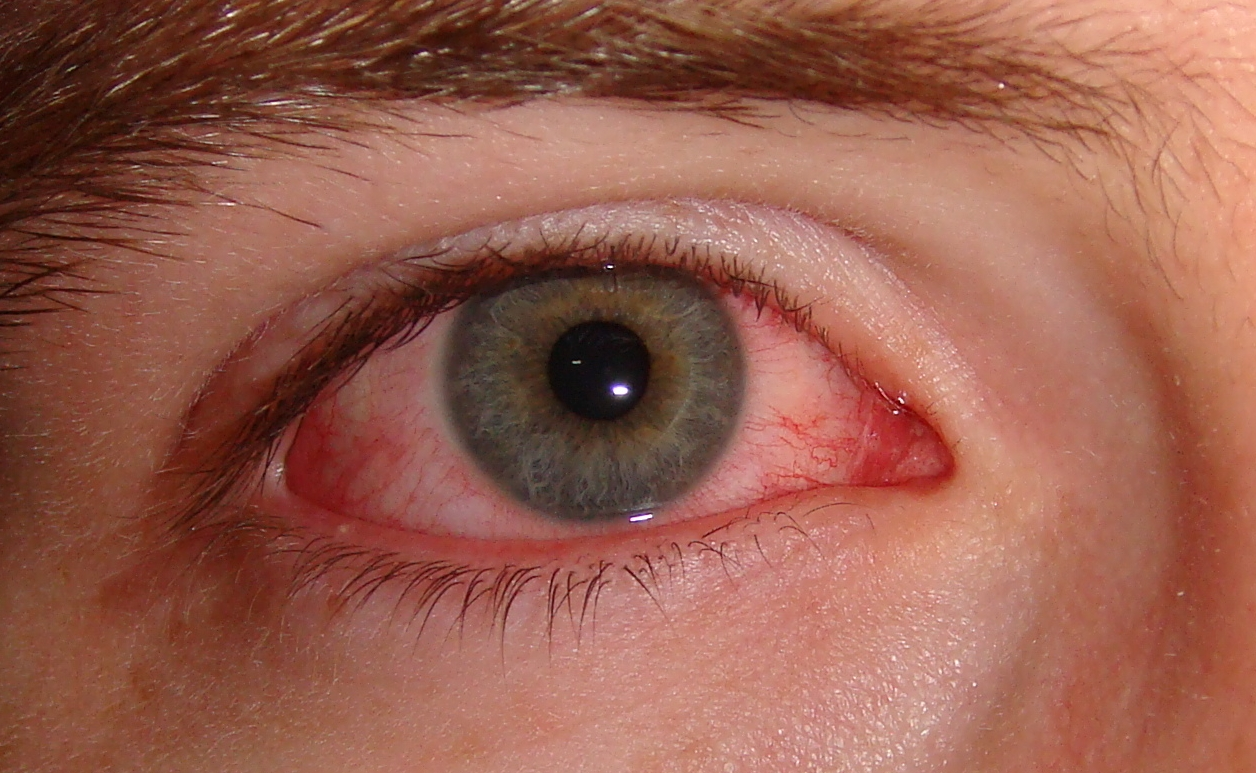
Ацетон може викликати кон'юктивіт

При одночасному вмісті в повітрі 2,3—3 мг/л ацетону і бутанону відзначені випадки непритомності у робітниць. При застосуванні як розчинника ацетону разом з бутаноном описане отруєння кількох робітників (нездужання, сльозотеча, нетривала непритомність, що супроводжувалася судомами, головний біль). Масове гостре захворювання очей у робітників взуттєвої фабрики (світлобоязнь, сльозотеча, кон'юнктивіти і навіть розлад зору) було викликано ацетонистим спиртом і залежало, очевидно, не стільки від ацетону, скільки від метилового і алілового спиртів. Аналогічні захворювання пояснювалися забрудненням ацетону ацетальдегідом.
За спостереженнями в ході досліджень хронічних отруєнь при концентрації 0,1—0,12 мг/л ацетону у робітників не спостерігалося жодних ознак отруєння, хоча в сечі він постійно визначався; при 0,5-1 мг/л ацетон в крові не визначався протягом тижня. Концентрація 5 мг/л в повітрі при щоденному впливі викликала виникнення в крові до 40 мг% ацетону. При наявності ~0,6 мг/л ацетону в повітрі (у присутності бутилацетату та етилового спирту) відзначалися ознаки отруєння. Спостерігалися зміни з боку верхніх дихальних шляхів, частіше у формі атрофічних катарів, анемія, зсув вліво лейкоцитарної формули, зниження апетиту. У деяких робітників у сироватці крові було виявлено зниження рівня альбумінів і підвищення рівня α-, β- і γ-глобулінів, а також загальних ліпідва, без інших симптомів інтоксикації.

### Дія на шкіру
При зануренні вуха кролика в ацетон на 3 години або при нанесенні чистого ацетону на вистрижену шкіру живота на 6 годин місцевої дії майже непомітно. При накладенні компресів з ацетону виявлені зміни в периферичній нервовій системі, найбільш чутливими виявляються мозкові нервові волокна.
Компреси з ацетону, накладені людині на плече на добу, викликали незначне почервоніння, яке незабаром зникало. У робітників на ділянках шкіри, на які протягом робочого дня діяв ацетон, зменшувався pH і кількість холестерину, пригнічувалась функція сальних залоз.

### Потрапляння в організм та поведінка в ньому
Рідкий ацетон може всмоктуватися через шкіру. Ацетон з'являється в крові відразу після початку вдихання, його концентрація поступово наростає до встановлення динамічної рівноваги. Вміст у тканинах становить такий ряд: головний мозок → селезінка → печінка → підшлункова залоза → нирки → легені → м'язи → серце. Мічений вуглець, що входить в молекулу ацетону, виявлений у складі глікогену, сечі, холестерину, жирних і амінокислот. Ацетон метаболізується повніше при вдиханні невисоких концентрацій. З повітрям, що видихається, виділяється незмінений ацетон, а при його окисненні утворюється {\displaystyle \mathrm {CO_{2}} }. Ацетон виділяється також через нирки і шкіру.

### «Аналіз на ацетон»
Ацетон, ацетооцтова і бетаоксимасляна кислота, об'єднуються під загальною назвою ацетонові тіла. Це продукти неповного окислення жирів і частково білків, тісно пов'язані між собою.
За нормального стану організму ацетонові тіла в загальному аналізі сечі відсутні. Слід зазначити, що за добу з сечею таки виділяється незначна кількість цих сполук, проте такі концентрації не можуть бути визначені звичайними методами, що застосовуються в лабораторіях. Тому прийнято вважати, що в нормі в сечі ацетонових тіл немає.
Ацетонові тіла виявляються в загальному аналізі сечі при порушенні обміну вуглеводів і жирів. Таке порушення супроводжується збільшенням кількості ацетонових тіл в тканинах в крові (кетонемія). Вміст у сечі ацетонових тіл називається кетонурією.
За нормальних умов організм черпає енергію в основному з глюкози. Глюкоза накопичується в організмі, в першу чергу в печінці, у вигляді глікогену. Глікоген утворює енергетичний резерв, який можна швидко мобілізувати при необхідності компенсації раптової недостачі глюкози.
При фізичних і емоційних навантаженнях, при хворобах з підвищеною температурою та інших підвищених витратах енергії запаси глікогену вичерпуються, організм починає отримувати енергію із запасів жиру. При розпаді жиру утворюються ацетонові тіла, які виводяться з сечею. Якщо з ацетоновими тілами в загальному аналізі сечі виявляється глюкоза, то це ознака цукрового діабету. Також ацетонові тіла в загальному аналізі сечі з'являються внаслідок зневоднення організму, при різкому схудненні, гарячці, голодуванні, важких отруєннях із сильною блювотою і проносом.